# Кольорова металургія України
Кольорова металургія — галузь промисловості, що охоплює видобування і збагачення руд кольорових металів, виробництво та обробку кольорових металів та їх сплавів.
Продукція кольорової металургії широко використовується у точному машинобудуванні, літакобудуванні, електроніці, робототехніці і т. д.
Кольорова металургія в Україні розвинута недостатньо через брак власної сировини.
Виробництво кольорових металів переважно енергоємне (потребує багато електроенергії), тому підприємства розташовують поблизу джерел дешевої електроенергії. Так, виробництво алюмінію, титану та магнію зосереджено в Запоріжжі й базується на дешевій енергії Дніпрогесу і привізній сировині. До джерел електроенергії тяжіють Костянтинівський цинковий завод і Артемівський завод переробки кольорових металів.
Поблизу джерел сировини розміщені Калуський хіміко-металургійний (виготовлення металевого магнію) і Іршанський гірничо-збагачувальний комбінат (збагачення руд титану).
На імпортній сировині працює Миколаївський глиноземний завод (глинозем — сировина для виготовлення алюмінію).
Підприємства кольорової металургії є одним з основних стаціонарних джерел забруднення середовища. Вони викидають в атмосферу оксиди азоту, сірчистий газ. Ґрунти забруднюються свинцем, цинком, хромом, міддю. Значні земельні площі доводиться вилучати під звалища промислових відходів.
Складність розвитку галузей кольорової металургії зумовлена їх високою енергоємністю, водомісткістю і матеріаломісткістю. Тому виплавка кольорових металів в Україні зменшується.

## Характеристика
Розміщення підприємств кольорової металургії зумовлено переважно двома основними факторами - сировинним і енергетичним. Підприємства, які переробляють руди з незначним вмістом основного металу, тяжіють до джерел сировини (виплавка ртуті, нікелю, рідкісних металів та ін.) Енергомісткі виробництва (титано-магнієве, цинкове, алюмінієве) розмішуються в місцях дешевої електроенергії, як правило, поблизу потужних електростанцій.
У розміщенні підприємств кольорової металургії в Україні виділяються два основних райони: Донецький і Придніпровський. На території Донецького району знаходиться Микитівський ртутний комбінат, який включає завод, рудники і збагачувальну фабрику. Це підприємство дає понад 90 % продукції СНД. В цьому районі знаходяться Костянтинівський цинковий завод «Укрцинк», який працює на імпортній сировині з Північної Осетії та Західного Сибіру. Розміщено цей завод з орієнтацією на енергетичну базу Донбасу. В Бахмуті працює завод по обробці кольорових металів, який випускає латунь, латунний і мідний прокат. Мідь і свинець імпортується з Російської Федерації. В м. Довжанськ знаходиться завод алюмінієвого прокату. Придніпровський район кольорової металургії спирається на потужну енергетичну базу, яку утворюють Дніпрогес, теплові і атомні електростанції. В Запоріжжі зосереджені титано-магнієвий і алюмінієвий заводи. Титано-магнієвий завод одержує магнієву сировину з Калуша, Стебника і Сиваша, а титанову - з Іршанського і Самотканського родовищ. Алюмінієвий завод працює на імпортних бокситах з Уралу та інших територій зарубіжних країн. Для виробництва глинозему, яким забезпечується Запорізький алюмінієвий завод, біля Миколаєва побудовано великий глиноземний завод. У Вільногірську поблизу Середньодніпровської ГЕС знаходиться Верхньодніпровський гірничо-металургійний комбінат, який працює на титано-цирконієвих рудах Самотканського родовища, а в місті Світловодську, біля Кременчуцької ГЕС діють завод чистих металів і завод твердих сплавів.
В Кіровоградській області на базі недавно відкритого родовища нікелевої руди діє Побузький нікелевий завод. Для забезпечення заводу паливом використовується донецьке коксівне вугілля і електроенергія Південноукраїнської атомної електростанції. Виробництво магнію здійснюється також Калуським ВО «Хлорвініл».
Базовими підприємствами металообробної промисловості у виробництві міді в Україні є:
Артемівський завод по обробці кольорових металів (Донецька обл.). Потужність підприємства - 140 тис. т. на рік. Більш 80 % сировини завод отримує від постачальників з Росії та Казахстану. У зв'язку з недопостачанням сировини, вагомим (до 70%) зношенням більшої частини основного устаткування об'єми виробництва у 2005 р. складали лише 20% від виробництва 1990 р. (на сьогоднішній день завод працює на 7-10% потужності);
Спільні підприємства «Донкавмет» та «Укргермет», які спеціалізуються на виготовленні латуні і бронзи з вторинної сировини (майже повністю працює на сировині замовників). Загальне виробництво підприємств складала 90 тис.т. у 2000 р., при 140 тис. т. у 2009.
Алюмінієва промисловість України, за даними програми «Алюміній України», представлена Миколаївським глиноземним заводом (МГЗ), Запорізьким алюмінієвим комбінатом (ЗалК), заводами з виготовлення вторинного (спільне підприємство «Інтерсплав», «Укргермет», «Обімет»), Броварським заводом алюмінієвих будівних конструкцій. Загальна кількість виробництва цих підприємств становить: глинозему - 1,2 млн т., первинного алюмінію та сплавів на його основі - 11 тис. т., вторинного алюмінію і його сплавів - 165 тис. т., будівних профілів - 15 тис. т.

## Споживання
Споживання кольорових металів на внутрішньому ринку України (2001(2000))
- алюміній — 341,6 тис. тонн (глинозем — 230, первинний алюміній — 36,3, вторинний алюміній — 36,6, катанка — 22,4, прокат — 16,3)
- мідь — 146,8 тис. тонн (рафінована — 83,9, катанка — 32,7, прокат — 26,6, вторинні сплави — 3,6)
- цинк — 59,5 тис. тонн
- свинець — 8,2 тис. тонн
- нікель — 5,3 тис. тонн
- титан — 2,34 тис. тонн (в тому числі прокат — 0,74)
- олово — 0,6 тис. тонн
- вольфрам — 0,44 тис. тонн
- кобальт — 0,14 тис. тонн
- молібден — 0,125 тис. тонн
- електродна продукція — 24 тис. тонн
- тверді сплави — 0,92 тис. тонн
- напівпровідникові сплави — 0,1 тис. тонн
- продукція рідкісних металів (тонн):
  - ванадій — 660
  - цирконій — 90
  - ніобій — 50
  - кадмій — 50
  - тантал — 15
  - галій — 5
  - церій — 1,8
  - індій — 1,5
  - селен — 1
  - берилій — 1
  - ітрій — 0,8
  - телур — 0,5
  - скандій — 0,5
  - германій — 0,5
  - гафній — 0,5
- оксиди рідкісних лужноземельних металів — 20 тонн.

## Галузі кольорової металургії
Кольорова металургія. 52 підприємства різних форм власності. Обсяг товарної продукції 5,8 млрд гривень (2001). На власній сировині базується тільки виробництво титану, феронікелю, цирконію, кремнію, ртуті. Є 4 гірничо-збагачувальних підприємств: Вільногірський гірничо-металургійний комбінат, Іршанський гірничо-збагачувальний комбінат, Микитівський ртутний комбінат, Побузький феронікелевий комбінат. Практично всі підприємства кольорової металургії значно зменшили обсяги виробництва в результаті відсутності власної сировинної бази, попиту на вітчизняному і неконкурентоспроможності на світовому ринку.
- Виробництво алюмінію. Миколаївський глиноземний завод (1,0 млн тонн глинозему), Запорізький виробничий алюмінієвий комбінат (200 тис. тонн глинозему, 110 тис. тонн первинного алюмінію), вторинний алюміній і сплави (158 тис. тонн), а також будівельні алюмінієві профілі (15 тис. тонн) виготовляються на спільних підприємствах: «Інтерсплав», «Укргермет», «Обімет», Броварський завод алюмінієвих будівельних конструкцій.

- Виробництво міді. Артемівський завод по обробці кольорових металів (прокат, сплави, проєктна потужність 140 тис. тонн, Виробництво в 2000 році 4,5 тис. тонн), 9 виробничо-заготівельних регіональних підприємств: «Вторцветмет», СП «Донкавамет», «Укргермет», науково-виробнича фірма «Форум», фірма «КАТЕХ», експериментальний завод Державного трубного інституту (місто Дніпро).

- Виробництво титану і магнію. Місто Запоріжжя (Запорізький титано-магнієвий комбінат), виробляється титанова губка, шлак, ферротитан, титанове лиття. (Ukrainian Chemical Products)

- Виробництво свинцю і цинку. Місто Костянтинівка («Укрцинк», виділене підприємство «Свинець»). Практично не функціонує.

- Виробництво напівпровідників. Раніше вироблялося близько 10% світового обсягу, здійснювалося на 3 підприємствах: Запорізький титано-магнієвий комбінат, «Чисті метали», хіміко-металургійна фабрика Маріупольського металургійного комбінату імені Ілліча. Продукція: моно- і полікристалічний кремній, германій, арсеніди і фосфіди галію й індію, структури і пластини на їх основі.

- Виробництво твердих сплавів. Відносяться Світловодський казенний комбінат твердих сплавів і тугоплавких матеріалів, «Торезтвердосплав», Державний інженерний центр твердих сплавів «Светкермет», концерн «Алкон» Національної Академії наук, Державне спеціалізоване виробничо-технологічне бюро «Інос», Державне підприємство «ІНМА», ділянки різних машинобудівних заводів.

- Виробництво вуглецю. З нафтового і пекового коксу і термоантрациту на «Укрграфіт» (місто Запоріжжя) виробляють вугільні і графітові електроди, блоки, анодну масу й ін. Для забезпечення спецтехніки на базі «Укрграфіт» створено Державний завод «Вуглекомпозит».

- Ртутно-сурмяна промисловість. «Микитівський ртутний комбінат» (місто Горлівка), через відсутність попиту і великих витрат припинилося виробництво ртуті з власної сировини.

- Виробництво порошкових металів. Піпдприємства: Закарпатський металургійний завод, Запорізький державний металургійний завод Інституту титану, державне підприємство «Завод порошкової металургії» (місто Бровари), «Торезтвердосплав», Світловодський казенний комбінат твердих сплавів і тугоплавких матеріалів, Кіровський завод виробів з металевих порошків (Голубівка), ТОВ НВФ «Металург», м. Харків і деякі інші підприємства чорної металургії.

- Виробництво рідкісних металів. Вільногірський гірничо-металургійний комбінат (гафній, цирконій), Придніпровський хімічний завод (цирконій, гафній й велика кількість з'єднань рідкісних металів) і Мужіївський золотополіметалічний комбінат (будівництво) в Закарпатській області (потужність до 60 тис. тонн руди золота на рік).

## Трудові ресурси
В 2001 році на підприємствах галузі кольорової металургії працювало 46,3 тис. ос.да

## Споживання палива та електроенергії
- кольорова металургія 2,5% палива і 9,0% електроенергії